# Жилой дом Бейлина
Жилой дом Бейлина — одноэтажное деревянное здание в Железнодорожном районе Новосибирска, построенное в 1906 году. Памятник архитектуры регионального значения.

## История
Здание было построено Григорием Рафаиловичем Бейлиным в 1906 году на участке № 7 в квартале № 22.
С 2013 года здесь некоторое время работал ресторан Old Mad House с концепцией, подчинённой теме загробного мира. Посетители могли воспользоваться услугами хиромантов, гаданием на картах таро и т. д. Одна из особенностей заведения состояла в большом выборе соусов (около 50 видов). За дополнительную плату разрешалось покормить кошку Миссис Хайд, для которой было составлено специальное «кошачее меню».
По данным на май 2022 года здание занимает заведение общественного питания.

## Описание
Прямоугольный в плане дом стоит на бутовых ленточных фундаментах, его главный фасад выходит на красную линию Коммунистической улицы, а продольный обращён вглубь двора.
С северного и западного фасадов расположены пристройки. Подвал отсутствует. Перекрытия выполнены из дерева. Бревенчатые стены здания покрыты профилированной доской. Стропильная четырёхскатная крыша имеет большой вынос карниза. Безоконная кирпичная стена с восточной стороны прежде служила брандмауэром на границе с прилегающим участком.
Симметрия главного фасада с щипцом по центру нарушена размещённым на левом фланге входом в дом.
Основные габариты здания — 14,5 × 26,5.

### Декор
Декор дома выполнен в традициях народного деревянного зодчества. Базирующийся на кронштейнах пропильной резьбы карниз оформлен тремя ярусами подзора. Фриз ажурный с растительным орнаментом. Кроме того, при оформлении здания была использована геометрическая резьба (так называемый «бриллиантовый руст»). Углы здания скрыты пилястрами.
Окна с филенчатыми ставнями декорированы резными наличниками. Надоконная доска с валютообразным очертанием и профилированным карнизом украшена токарными элементами и накладной резьбой.

## Галерея

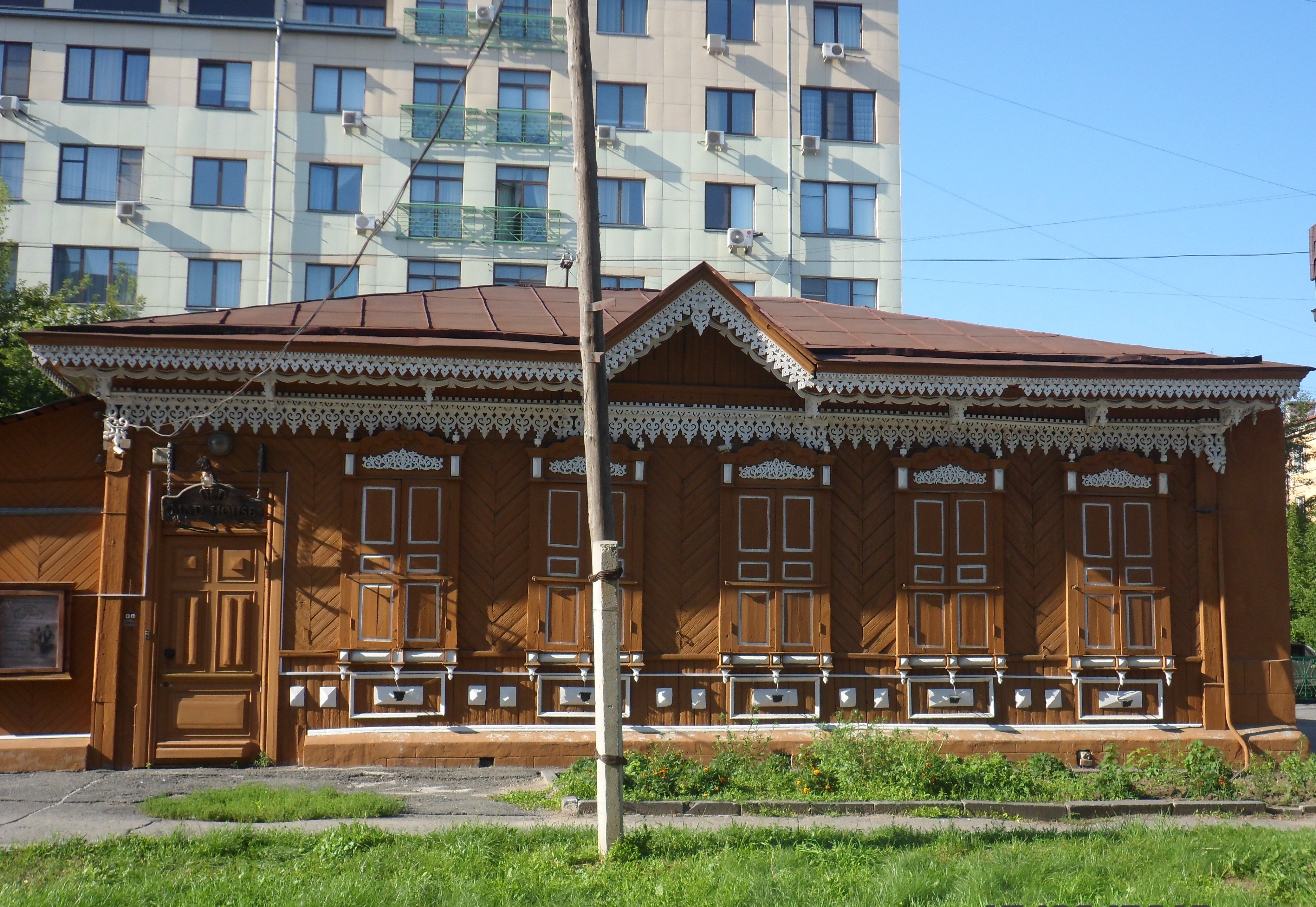
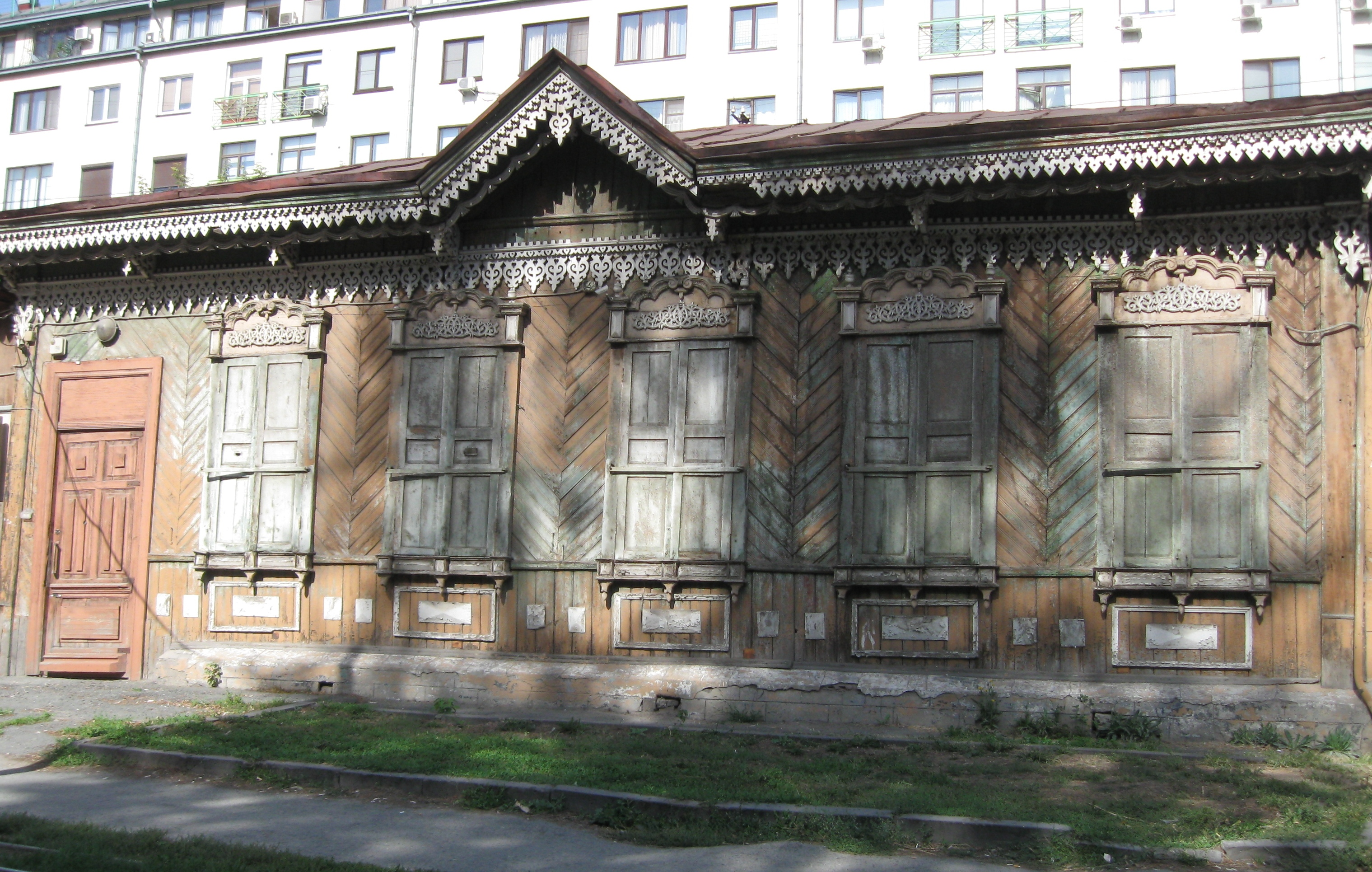
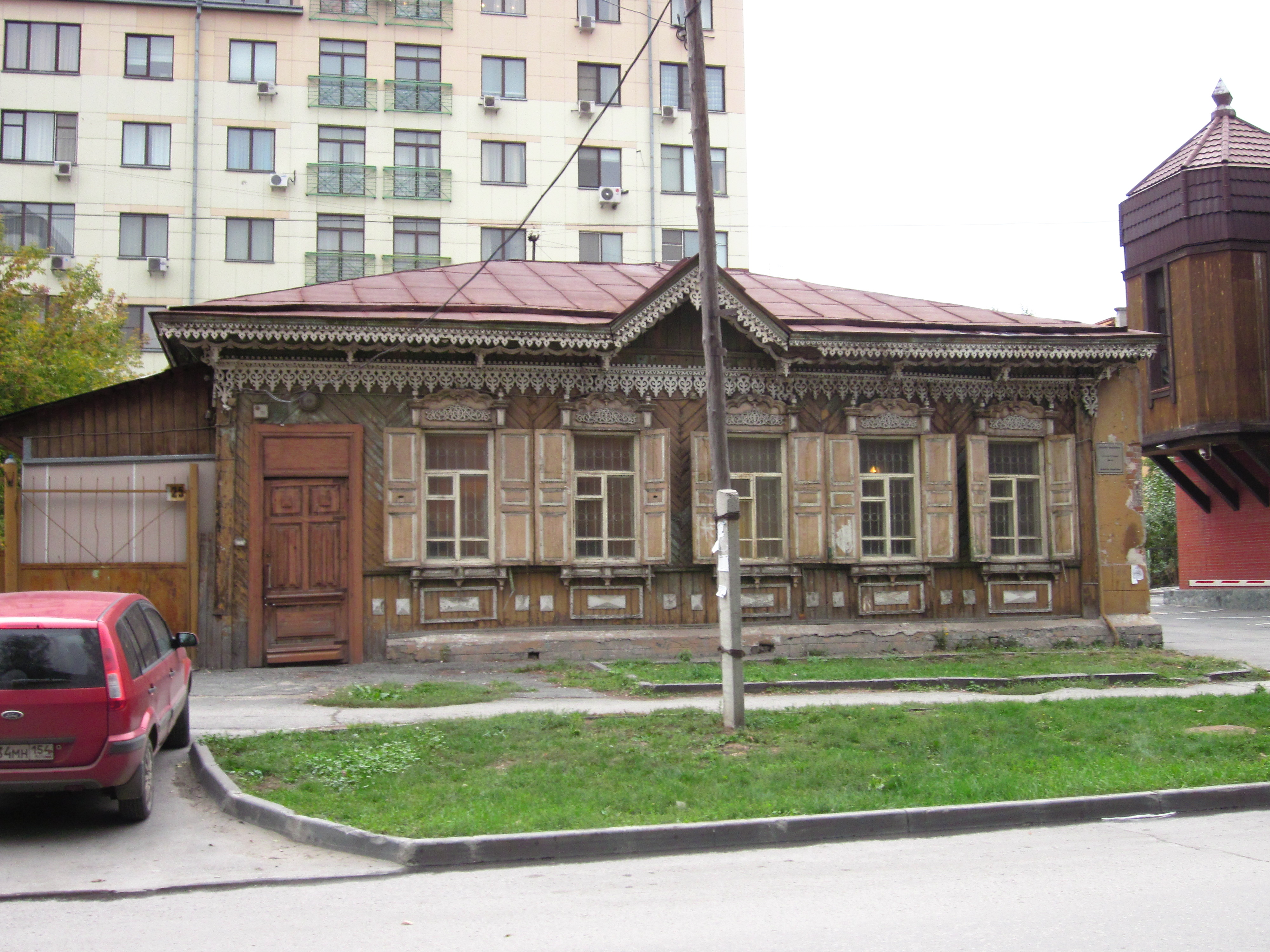
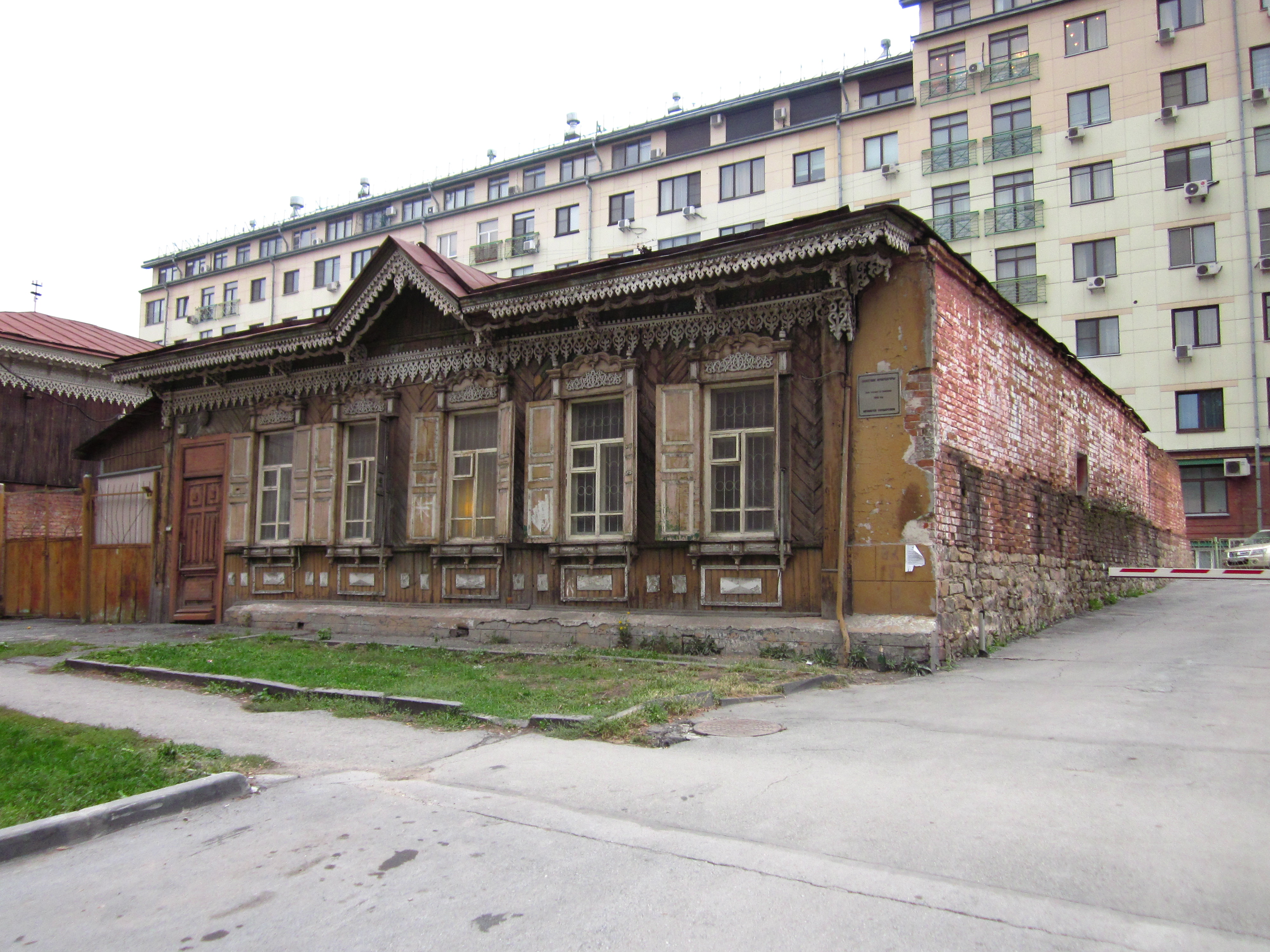